# ウェストバージニア (戦艦)
ウェストバージニア (USS West Virginia, BB-48) は、アメリカ海軍の戦艦。
コロラド級戦艦の4番艦。
艦名はウェストバージニア州にちなむ。その名を持つ艦としては2隻目にあたる。
「ウィー・ヴィー」 (Wee Vee) や「山男の戦艦」 (Mountaineer Battlewagon) の愛称があった。

## 概要
ウェストバージニア (USS West Virginia) は、アメリカ海軍がニューポート・ニューズ造船所で建造した標準型戦艦である。
コロラド級戦艦、もしくはメリーランド級戦艦に分類されている。
一方でワシントン海軍軍縮条約などを筆頭に、しばしば「ウェストバージニア級戦艦」（ウェストバージニア型戦艦）と言及される。
1923年（大正12年）12月に完成した。
建造中にワシントン海軍軍縮条約が締結されて、列強各国保有艦艇に制限が加えられ、ニューヨーク造船所で建造が進んでいたコロラド級3番艦ワシントン (USS Washington，BB-47) が標的艦として処分され、4番艦の本艦が生き残った。海軍休日時代、本艦を含めた列強各国の16インチ砲搭載戦艦は“ビッグ・セブン”と称された。
1941年（昭和16年）12月7日（日本時間8日）の真珠湾攻撃で、戦艦列に繋留されていたウェストバージアは、南雲機動部隊の艦上機による空襲を受け、魚雷多数が命中して沈没した。
本艦は復旧可能だったので浮揚され、北アメリカ大陸西海岸のピュージェット・サウンド海軍造船所で大修理と大改装をおこなう。増加装甲を含めた防御力強化、バルジの装着、対空火器の増強、射撃管制装置、レーダーや艦上構造物の刷新により外観は一変し、サウスダコタ級戦艦を彷彿とさせる艦型となった。満載排水量は41,000トン以上となっている。
1944年（昭和19年）9月に修理を終え、フィリピン反攻作戦に参加した。第7艦隊隷下のオルデンドルフ部隊に所属し、対地支援任務に従事する。10月25日未明のスリガオ海峡海戦 (Battle of Surigao Strait) では西村艦隊を邀撃し、僚艦と共に戦艦山城の撃沈に貢献した。
1945年（昭和20年）1月のルソン島の戦い、3月の硫黄島攻防戦で地上部隊を支援する。
3月下旬以降の沖縄戦では第5艦隊に所属し、第54任務部隊（指揮官モートン・デヨ少将）として対地支援任務に従事するが、4月1日に特攻機に突入されて小破する。4月6日から7日にかけて日本軍が発動した菊水一号作戦において、本艦ふくめアメリカ戦艦群は世界最大の戦艦大和と水上砲戦で決着をつける意気込みであったが、坊ノ岬沖海戦により大和が沈み、実現しなかった。日本の降伏後、9月2日に降伏文書調印式に参加した。連合軍将兵の復員作戦に従事したあと予備役となり、1959年（昭和34年）に解体された。

## 艦歴

### 建造
ダニエルズ・プランに基づき、アメリカ海軍はコロラド級戦艦を4隻建造することになった。1番艦コロラドと3番艦ワシントンはニューヨーク造船所で建造され、2番艦メリーランドと4番艦ウェストバージニアはニューポート・ニューズ造船所で建造された。
ウェストバージニアはバージニア州ニューポート・ニューズのニューポート・ニューズ造船所で建造された。1920年（大正10年）4月12日に起工した。1921年（大正10年）4月1日時点で、本級の完成度はコロラド約七割、メリーランドほぼ完成、ワシントン約六割、ウェスト・バージニア約五割と報道されている。11月17日、ウェストバージニアはアリス・ライト・マン（アイザック・T・マンの娘）によって命名、進水した。
本艦進水直後の11月中旬にワシントン会議がはじまる。会議開催時点で完成していた16インチ砲搭載戦艦は、日本海軍の長門（1920年11月下旬竣工、世界最初の16インチ砲搭載戦艦）と、アメリカ海軍のメリーランド（1921年7月竣工）だけであった。
華府会議では16インチ砲（40.6センチ砲）を搭載した陸奥の処遇を巡って、日本と諸外国間で激論となる。
日本海軍は長門型戦艦2隻を、イギリス海軍はネルソン級戦艦2隻と巡洋戦艦フッドを保有（建造）することで合意した。そして12月15日付のアメリカ国務省発表によれば、アメリカ海軍は就役済みのメリーランドを保有し、メリーランド級戦艦「コロラド」と「ワシントン」を建造する方針であった。
ところが翌年2月締結のワシントン軍縮条約では、未完成のウェストバージニア級戦艦2隻（ウェストヴァージニア、コロラド）の建造続行と保有になった。
その代償として各国とも戦艦複数隻の廃棄を決定し、アメリカは旧式戦艦2隻を退役させた。
こうしてワシントン海軍軍縮条約が結ばれたが、コロラド級戦艦3番艦のワシントンは標的艦として処分され、4番艦のウェストバージニアが生き残った。
既述のようにワシントン軍縮会議中の国務省発表によれば、合衆国の保有対象は1番艦コロラド（BB-45、ニューヨーク造船所）と3番艦ワシントン（BB-47、ニューヨーク造船所）であった。
本艦よりもニューヨーク造船所のワシントンの方が工事が進んでいたが、同造船所ではレキシントン級巡洋戦艦3番艦のサラトガを軍縮条約により空母に改造することになっていた。失業対策を兼ねて、ニューポート・ニューズ社の作業量を確保する意図があったという。
16インチ砲を搭載した列強各国の超弩級戦艦7隻は、海軍休日時代 (Naval Holiday) において“世界七大戦艦”（もしくは“世界のビッグ・セブン”）と評された。アメリカでは、コロラド級戦艦3隻とテネシー級2隻（テネシー、カリフォルニア）で、ビッグ5 (Big Five) と謳われた。
1923年（大正12年）12月1日、ウェストバージニアは初代艦長トーマス・J・セン大佐の指揮下就役した。3番艦（ワシントン）が処分されたので竣工できた4番艦のウェスト・バージニアは、当時最新の造船技術が具現化された戦艦であった。その船体装甲はユトランド沖海戦前に設計された戦艦の装甲に比べて進歩が見られ、速力では長門型戦艦に劣るものの、砲撃力と防御力では同等以上の能力を持っていたといえる。
就役後、ウェストバージニアは数ヶ月をかけて公試および整調を行い改修が実施された。ニューヨーク海軍工廠での作業後、ハンプトン・ローズに向かう途中に操舵装置の故障が発生した。ウェストバージニアはハンプトン・ローズでオーバーホールを行い、1924年（大正13年）6月16日に外洋に向けて出航した。同日10:10、リンヘヴン海峡を通行中、操舵手は舵角指示器が反応しないと報告した。操舵室への非常ベルに対して反応が無く、ウェストバージニアのセン艦長は直ちに全機関の停止を命じた。しかしながら機関室からの応答はなく、操舵室および機関室への電信が通じなかったことが判明した。
その後、センはブリッジから伝声管を通じて機関室へ命令を行った。センは左舷機関室に対して全速を命じ、右舷に対しては停止を命じた。機関と操舵を維持する努力は海峡内で継続されたが、全ての努力は無駄となった。ウェストバージニアは機関故障により方向を失い、軟泥の海底に座礁した。副長のスターク中佐は「...船体への損傷はほとんど無かった」と報告した。調査委員会の事故調査により、不正確で誤解を招きやすい海図がウェストバージニアに与えられていたことが判明した。海図には実際よりも海峡の幅が大きく示されていた。この事実により、センおよび操舵手の事故に関する責任は問われなかった。
1925年（大正14年）1月23日、日本海軍の百武三郎中将が率いる練習艦隊（海軍兵学校第52期生）の海防艦3隻（八雲、出雲、浅間）が、北アメリカ大陸と南アメリカ大陸の各地を訪問する最中に、サンフランシスコに入港した。
アメリカ海軍はコロラド級戦艦3隻を接伴艦に指定し、日本海軍の練習艦隊を出迎える。
ウェストバージニアは戦闘艦隊司令官ワイレー中将の旗艦として、接待と日米親善の舞台になった。30日に日本練習艦隊3隻がサンフランシスコを離れる際も、コロラド級戦艦3隻と戦艦「アイダホ」は登舷礼をもって日本艦を見送り、ウェストバージニアの軍楽隊は日米双方の国歌（君が代、星条旗）および「蛍の光」を演奏した
1932年1月から1933年4月まではウォルター・ストラットン・アンダーソン大佐が艦長をつとめた。アンダーソン艦長の指揮下で、ウェストバージニアは戦闘功労賞を受賞した。
この頃になるとヴァイマール共和国（ドイツ）がドイッチュラント級装甲艦（通称ポケット戦艦）を建造し、まもなくナチス政権が再軍備宣言をおこなった。この流れの中で、ヨーロッパで建艦競争が再燃した。
さらに第二次ロンドン海軍軍縮会議から日本が脱退し、無条約時代となる。
アメリカ海軍も高速戦艦のノースカロライナ級戦艦やサウスダコタ級戦艦を建造する。このような状況下においても、16インチ砲（41cm砲）を搭載した“ビッグ7”は海軍力を象徴する存在でありつづけた。

### 真珠湾攻撃

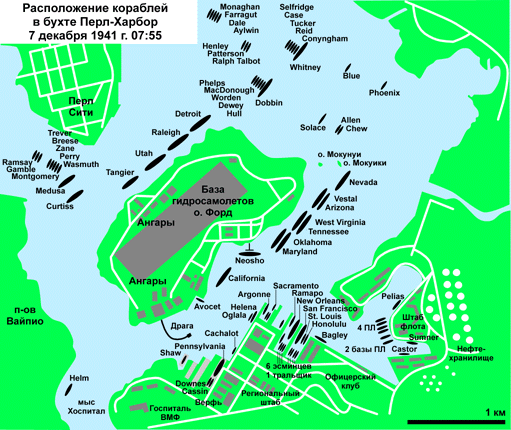
真珠湾攻撃開始時、所在艦艇配置図。

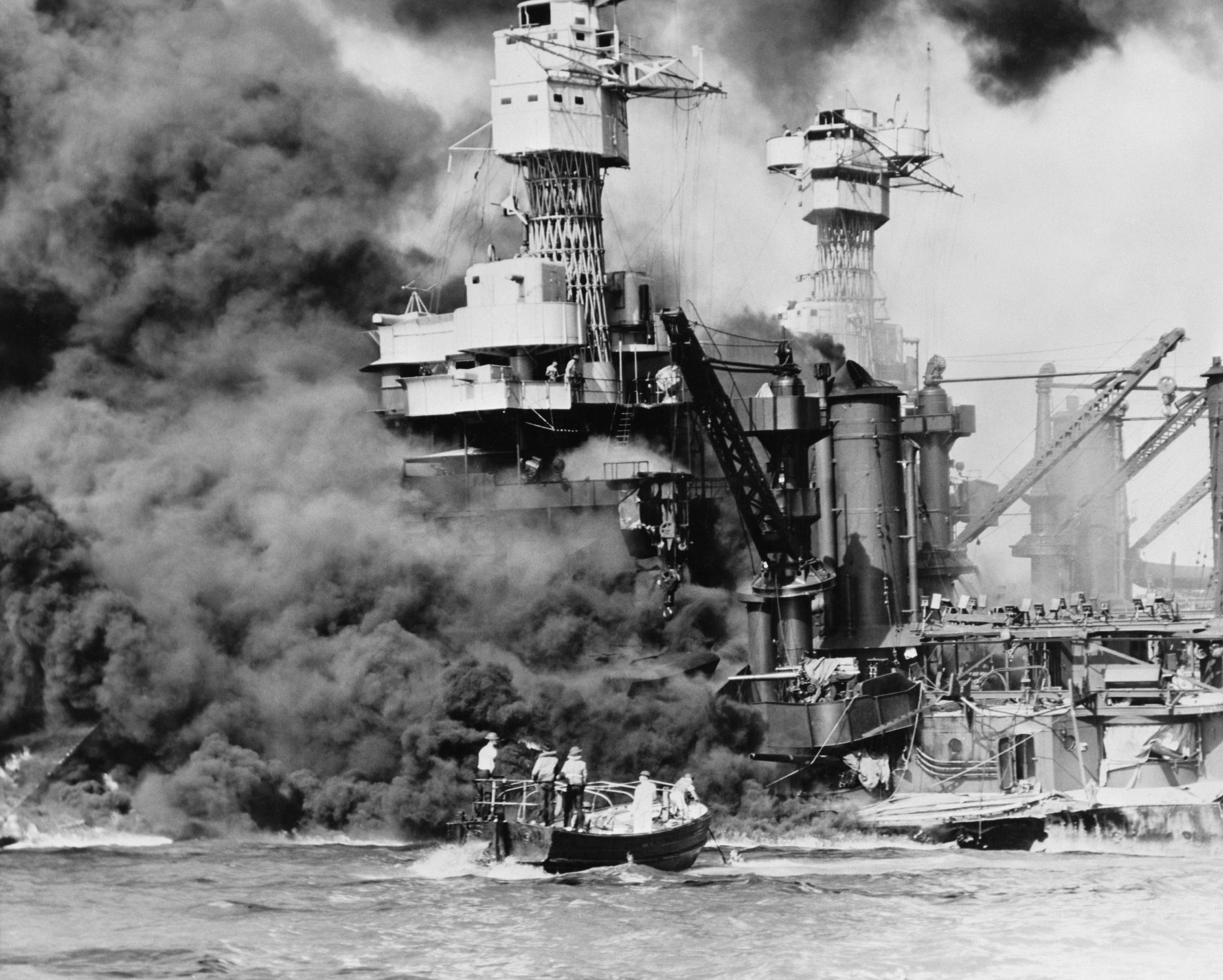
日本軍の奇襲により炎上するウェストバージニア。

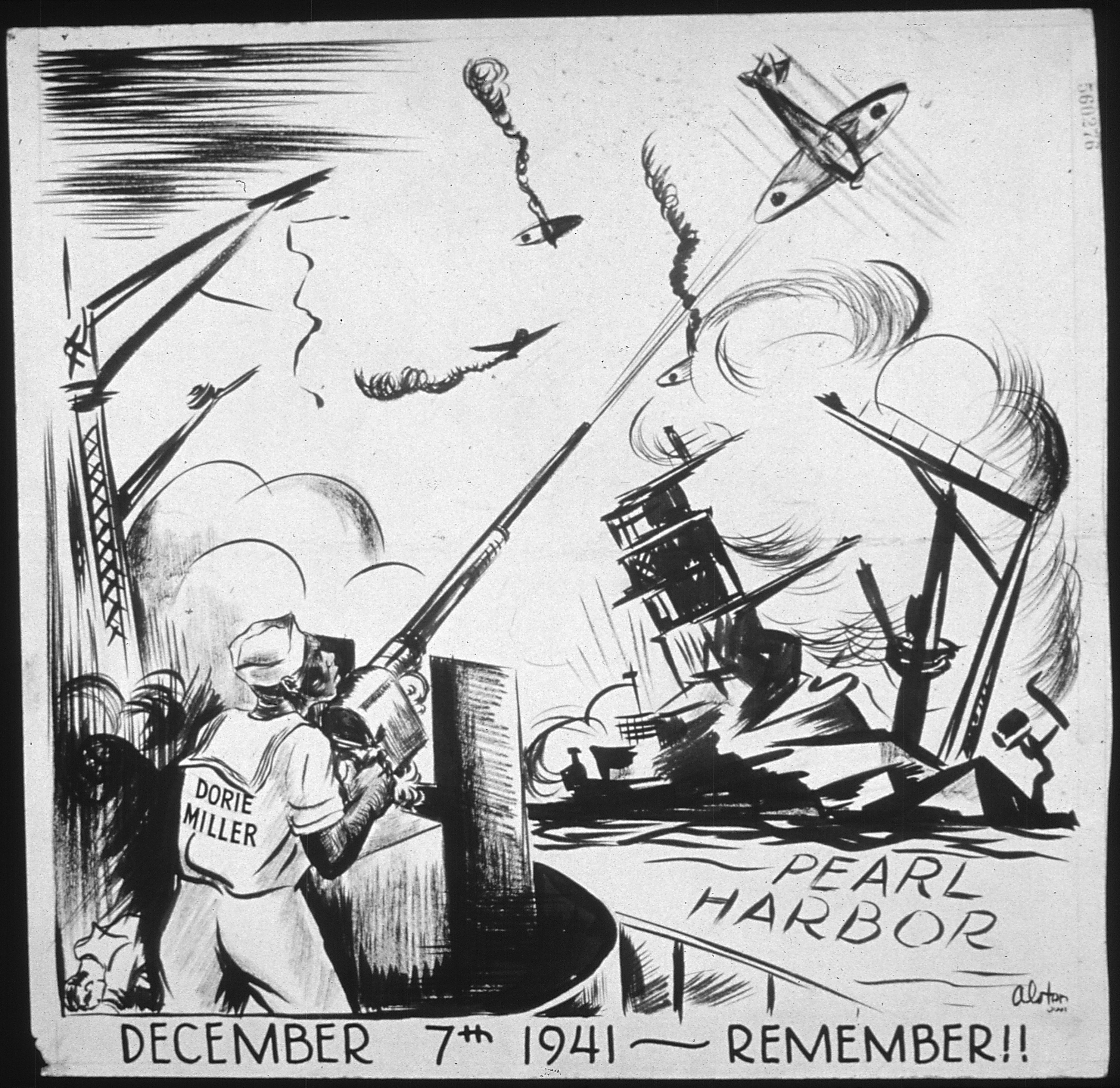
ウェストバージニアで対空戦闘をおこなうドリス・ミラー。

1941年（昭和16年）12月7日（日本時間12月8日）朝、南雲機動部隊の日本軍空母6隻から発進した艦上機がパールハーバーを奇襲した（真珠湾攻撃）。
ウェストバージニアは、太平洋艦隊の戦艦戦隊に所属し、第四戦艦戦隊 (Battleship Division 4) を構成していた（真珠湾攻撃、両軍戦闘序列）。
第四戦艦戦隊司令官と太平洋艦隊戦艦部隊司令官 (Commander, Battleship Force, Pacific Fleet) を兼任するアンダーソン少将はウェストバージニア艦長を務めた経歴があった。
当時、太平洋艦隊の主力艦はフォード島東側に繋留されて「戦艦列」を形成していた。
ウェストバージニアは戦艦オクラホマと戦艦メリーランドの後方に停泊しており、本艦の右舷側（陸地側）には戦艦テネシー が繋留され、本艦後方には工作艦ヴェスタルと戦艦アリゾナが停泊していた。
フォード島周辺に停泊するアメリカ戦艦群に対し、赤城飛行隊長村田重治少佐が率いる九七式艦上攻撃機 40機が雷撃をおこなう。
ウェストバージニアに対し、一航戦の赤城攻撃隊が左舷中央部に魚雷3本命中、加賀攻撃隊が左舷後部に魚雷4本命中、二航戦の飛龍攻撃隊が左舷前部に魚雷2本命中を記録する。アメリカ側の記録では、左舷に6本-7本の魚雷が命中した。6本の魚雷のうち1本は不発であったが、3本は舷側装甲帯の下に命中し左舷側の広範囲に浸水を来した。1本は舵付近に命中した。1本は舷側装甲板に命中し、その修復のためには7枚の装甲板の交換を必要とした。魚雷による浸水は深刻であり、クロード・V・リケッツ中尉は重傷のベニオン艦長の許可を得て、反対舷側（右舷側）に注水をおこなう。傾斜復旧のために注水可能な全区画に対して注水が行われたので、ウェストバージニアは湾内で着底したが、転覆を免れて対空戦闘を続行することが出来た。さらに幸運なことに、航空燃料補給のため繋留されていた給油艦ネオショーが第一波空襲と第二波空襲の間に自力で退避したので、アメリカ戦艦群は重大な危機を免れた。
赤城飛行隊長淵田美津雄中佐（海兵52期）が率いる九七式艦上攻撃機の水平爆撃隊も、アメリカ戦艦群に大損害を与えた。ウェストバージニアには、長門型戦艦の九一式徹甲弾（40cm砲弾）を改造した800kg爆弾が、2発命中した。
1発目は探照灯甲板を貫通して第二甲板に到達したが、不発であった。2発目は第3主砲の天井（装甲厚100mm)を貫通し第3主砲の片側の砲を破壊して使用不能にしたが、同じく爆発しなかった。しかし、砲塔上のカタパルトのOS2U水上機から航空燃料が漏出し、これによる火災が発生した。ウェストバージニアはこの火災と、本艦の右舷後方で爆沈したアリゾナから流出した重油による火災によって深刻な脅威に晒され、30時間も燃え続けた。
他艦に較べれば被害の少なかったテネシーが、消火活動に協力した。最終的にウェストバージニア乗員は艦を放棄して退避している。戦死者は106名に及んだ。本艦艦長のマーヴィン・シャープ・ベニオン大佐は、テネシーで起きた爆発の破片により致命傷を負って戦死し、死後にキッド少将等と共に名誉勲章を授与された。艦長の元にかけつけた二等主計兵ドリス・ミラーは、ベニオン艦長が死亡すると対空機銃を操作して戦闘に加わった。この功績で、ミラーはアフリカ系アメリカ人として最初に海軍十字章を授与された。
ウェストバージニアの被害は、魚雷5～7本命中（9本とも）、爆弾2発命中というものだった。アメリカ海軍は、真珠湾攻撃で損傷した艦艇の修理と復帰を急ぐ。本艦は魚雷の命中孔を塞ぐ処置がなされたのちに、1942年（昭和17年）5月17日に浮揚された。籠マストなど、多くの艤装品が撤去された状態で6月9日に乾ドックに収容され、本格的な修復作業が始まる。その修理の際に艦内から66名の遺体が発見された。数名は蒸気配管の頂部の空気が残っていた区画に横たわっており、また倉庫区画で発見された3名は、残されていたカレンダーから着底後も戦闘配置場所からの真水と非常食を用いて前年12月23日まで生存していたことが示された。

### 大改装後
| - 1935年10月の撮影 - 1944年7月の撮影 |

ウェストバージニアは1943年（昭和18年）5月7日に真珠湾を出発し、自力でアメリカ本土西海岸にむかった。前後の籠マストは既に撤去されており、航海艦橋後方の頂部に通信用の短い仮設マストを装備している。ワシントン州ブレマートンのピュージェット・サウンド海軍造船所で、本格的な修理と大規模な近代化の改修工事を受けた。大改装により速力以外では米新鋭戦艦（ノースカロライナ級、サウスダコタ級）に匹敵する能力となり、特にバルジの装着と水平装甲の強化により防御力では米新鋭戦艦を部分的に上回っている。その代償として満載排水量は41,000トンを超え、艦幅の増大によりパナマ運河通過を諦めざるを得なくなり、機関部も改装しなかった事から最高速力が若干低下した。なおウェストバージニアに実施された改造は徹底的だったので、姉妹艦よりも高性能となった。
1944年（昭和19年）7月に修理を終え、9月から太平洋艦隊に復帰した。
同年10月24日深夜から25日未明にかけて、スリガオ海峡で第7艦隊（司令長官キンケイド中将）と、栗田艦隊分遣隊（西村艦隊）との間で夜戦が繰り広げられた（レイテ沖海戦、スリガオ海峡夜戦）。ウェストバージニアはジェシー・B・オルデンドルフ中将が指揮する第77任務部隊において戦列部隊（第2群、G・L・ウェイラー少将）に所属しており、西村祥治中将が率いる第一遊撃部隊第3部隊（通称“西村艦隊”または“西村部隊”）を迎え撃った（連合軍戦闘序列）。
西村艦隊は米軍水雷戦隊の襲撃で戦艦扶桑と駆逐艦3隻が沈没するか戦闘不能となる。スリガオ海峡をなおも北上したのは、3隻（戦艦山城、航空巡洋艦最上、駆逐艦時雨）だけだった。
ウェストバージニア以下の戦列部隊は、西村艦隊残存3隻に集中攻撃を加えた。また真珠湾攻撃時に戦死したウェストバージニア艦長にちなむ駆逐艦ベニオンも、山城に魚雷攻撃を行った。大改装組（ウェストバージニア、テネシー、カリフォルニア）は射撃用レーダーと射撃指揮装置を活用し、有効な砲撃を行ったとされる。
第77任務部隊は山城を撃沈し、味方駆逐艦アルバート・W・グラントを同士討ちで撃破したのみで、最上と時雨に逃げられた。
1945年（昭和20年）1月初旬、連合国軍はルソン島のリンガエン湾に上陸作戦を敢行した。ウェストバージニアは第4戦艦部隊指揮官イングラム・C・ソーウェル提督の旗艦として、日本陸海軍の特攻機と交戦しながら僚艦と共に対地支援をおこなった。護衛空母オマニー・ベイが特攻機により炎上した際には、その様子を撮影すると共に、生存者を受け入れた。
2月半ばまでフィリピン周辺での哨戒、対空戦闘を実施した後に海域を離れ、ウェストバージニアは硫黄島の戦いと沖縄の戦いで上陸部隊支援のための艦砲射撃と対空警戒に従事した。沖縄戦ではスプルーアンス大将が率いる第5艦隊 (U.S. Fifth Fleet) に所属し、モートン・デヨ少将の第54任務部隊において、第4砲撃部隊（指揮官Lynde D. McCormick少将）として行動する（沖縄戦、連合軍海上部隊戦闘序列）。
沖縄地上戦開始後の4月1日、特攻機の突入で小破した。この頃、菊水一号作戦で戦艦大和以下の水上特攻部隊が沖縄を目指して出撃した。第54任務部隊は4月7日から8日にかけて沖縄西方海上へ展開し、大和艦隊の襲撃に備えた。しかし、大和艦隊を攻撃したのは空母機動部隊であった。大和らは第58任務部隊の空襲によって撃沈され、デヨ部隊は翌朝にその知らせを受け取った（坊ノ岬沖海戦）。4月16日、伊江島の戦いで艦砲射撃に従事。8月12日、僚艦ペンシルベニアが日本軍の夜間雷撃で大破、本艦から救難部隊が派遣された。

### 戦後
太平洋戦争は1945年（昭和20年）8月15日に終結し、ウェストバージニアは占領任務を担当するため上陸部隊に対して訓練を行った。8月24日に第35.90.任務群の一艦として東京湾に向けて出航、8月31日に東京湾に到着し、9月2日の日本の降伏文書文書調印式に戦艦コロラドやサウスダコタなどと共に臨席した（調印式時、所在艦艇一覧）。当日はウェストバージニアの軍楽隊から5名が戦艦ミズーリに移乗し、式典で演奏を担当した。
ウェストバージニアは東京湾に留まり、9月まで占領任務に従事した。9月14日に西海岸に帰還する270名を乗艦させた。第30.4.任務群の一艦として9月20日の深夜、沖縄に向けて出航した。9月23日に中城湾へ進路を変え、その後間もなく真珠湾に向かい真珠湾には10月4日に到着した。
真珠湾で乗組員は艦に塗装を行い、ウェストバージニアにはサンディエゴに向かう乗客が乗り込んだ。ウェストバージニアは10月9日に出航し、10月22日の13:28にサンディエゴの海軍埠頭に接岸した。その2日後、第4戦艦部隊の指揮官I・C・ソーウェル少将が座乗した。
海軍記念日にウェストバージニアには25,554人の訪問客が訪れた。3日後の10月30日、マジック・カーペット作戦に参加するためハワイ海域に向けて出航した。真珠湾とサンディエゴ間を2度往復し、2度目にはウィリアム・W・スミス少将が座乗しサンフランシスコに向かった。
西海岸とハワイ間の往復を行った後、ウェストバージニアは12月17日にカリフォルニア州サンペドロに到着した。1946年（昭和21年）1月4日にワシントン州ブレマートンに向けて出航し、12日に到着、16日に不活性化のためシアトルに向かい、姉妹艦コロラドの横に停泊した。
同年2月に不活性化の最終段階に入り、1947年（昭和22年）1月9日に退役、太平洋予備役艦隊で保管された。ウェストバージニアはその後現役任務に復帰することはなく、1959年（昭和34年）3月1日に除籍された。同年8月24日にニューヨークのユニオン・ミネラルズ・アンド・アロイ社にスクラップとして売却された。1963年（昭和38年）5月11日、艦のメインマストがウェストバージニア大学に贈呈され、現在も記念物として展示されている。艦内時鐘はウェストバージニア州立博物館へ贈呈された。
ウェストバージニアは第二次世界大戦の戦功により5個の従軍星章を受章した。

## 登場作品

### 映画
- 『トラ・トラ・トラ!』（1970年、リチャード・フライシャー監督、舛田利雄監督、深作欣二監督）

真珠湾攻撃のシーンで、ウェストバージニア乗組員ドリス・ミラー（エルヴィン・ハーバード　Elven Havard）が艦橋の機銃を操作して対空戦闘をおこなう。またキンメル長官に幕僚が各艦の損害を報告するシーンで「ウェストバージニア」にも言及している。
- 『パール・ハーバー』（2001年、マイケル・ベイ監督）

ウェストバージニア乗組員のドリス・ミラー（キューバ・グッディング・ジュニア）が、前部甲板上で乗組員同士のボクシングを行う（映画開始44～46分）。真珠湾で記念艦となっている戦艦「ミズーリ」で撮影されたため、50口径16インチ三連装砲塔や塔形艦橋が写る。マーヴィン・ベニオン艦長はピーター・ファースが演じた。真珠湾攻撃のシーンでは、ベニオン艦長の負傷、対空戦闘をおこなうミラーの描写もある。またミラーが対空機銃で応戦する際を含め、ウェストバージニア（ミズーリ）の横にノックス級フリゲート「ウィップル」が停泊している。